# Stentjärnen (Stuguns socken, Jämtland)
Stentjärnen är en sjö i Ragunda kommun i Jämtland och ingår i Indalsälvens huvudavrinningsområde.